# Pak Chol
Pak Chol (박철?; 8 novembre 1990) è un maratoneta nordcoreano.
Ha vinto tre edizioni della maratona di Pyongyang e partecipato ai Giochi olimpici di Rio de Janeiro 2016.

## Palmarès
| Anno | Manifestazione  | Sede           | Evento   | Risultato | Prestazione | Note                                     |
| ---- | --------------- | -------------- | -------- | --------- | ----------- | ---------------------------------------- |
| 2014 | Giochi asiatici | Incheon        | Maratona | 5º        | 2h14'34"    |                                          |
| 2015 | Mondiali        | Pechino        | Maratona | 11º       | 2h15'44"    | Miglior prestazione personale stagionale |
| 2016 | Giochi olimpici | Rio de Janeiro | Maratona | 27º       | 2h15'27"    |                                          |
| 2018 | Giochi asiatici | Giacarta       | Maratona | 10º       | 2h36'22"    |                                          |